# Bengħisa torony
A Bengħisa torony (máltaiul: Torri ta' Bengħisa), eredetileg Torre di Benissa  kis őrtorony volt a máltai Birżebbuġa határában fekvő Bengħisában. A szigetek partvédelmi hálózatának részeként a máltai lovagrend 58. nagymestere, Martín de Redín összesen tizenhárom kisméretű erődtornyot építtetett, amelyek sorában ez volt a hetedik, és 1659-ben készült el. A tornyot 1761-ben ágyúpaddal egészítetették ki, amelyre 10 ágyút szereltek. Végül 1915-ben lerombolták, hogy megtisztítsák a közelben épülő Benghisa erőd tűzvonalát. Az egykori torony és az ágyúpad helye ma a máltai szabadkikötő része, ahol olajtartályok állnak.

## Fordítás
Ez a szócikk részben vagy egészben  a    Bengħisa Tower című angol Wikipédia-szócikk fordításán alapul.  Az eredeti cikk szerkesztőit annak laptörténete sorolja fel. Ez a jelzés csupán a megfogalmazás eredetét és a szerzői jogokat jelzi, nem szolgál a cikkben szereplő információk forrásmegjelöléseként.